# Ateneo Veneto

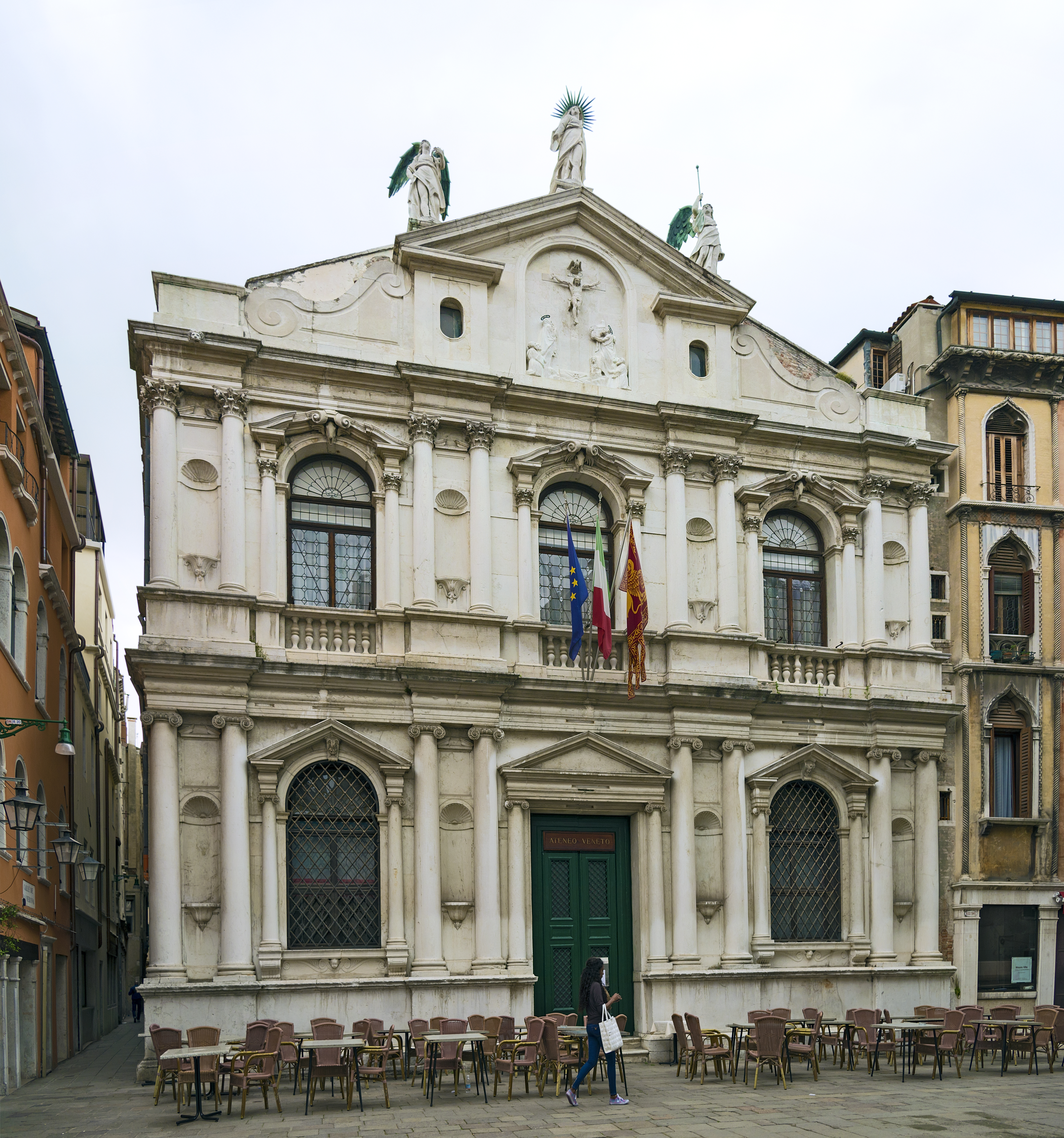
Die Fassade der auf den Campo San Fantin blickenden einstigen Scuola Grande di San Fantin, heute Sitz des Ateneo Veneto di Scienze, Lettere ed Arti

Die als Ateneo Veneto, seit 1812 als Ateneo Veneto di Scienze, Lettere ed Arti bezeichnete Institution hat sich zum Ziel gesetzt, bei der Verbreitung der Wissenschaften, Bildung, Kunst und Kultur in jeder ihrer Äußerungen fördernd mitzuwirken. Alles, was mit den Bedingungen, Bedürfnissen und Interessen Venedigs und des venezianischen Umlandes zu tun hat, liegt im Blickfeld der am Campo San Fantin 1897 residierenden Einrichtung.

## Geschichte
Gegründet wurde das Ateneo Veneto 1458 durch zwei Scuole, nämlich die von S. Girolamo oder S. Fantin, und die von S. Maria della Consolazione oder della Giustizia mit Sitz in der Kirche San Fantin. 1471 erhielten die beiden Bruderschaften einen eigenständigen Sitz am heutigen Standort, der jedoch 1562 einem Feuer zum Opfer fiel. Die Angehörigen der beiden Scuole verpflichteten sich auf die materielle, geistige und geistliche Unterstützung ihrer Mitglieder, begleiteten aber auch zum Tode Verurteilte. Daher erhielt sie vielfach den Beinamen della buona morte (vom guten Tod).
Nach der Auflösung unter Napoleon wurde das Ateneo 1808 der Società Veneta di Medicina angeschlossen. Die Medizingesellschaft wiederum fusionierte mit zwei anderen Wissenschaftsgesellschaften, der Accademia dei Filareti und  der Accademia Veneta Letteraria, so dass am 12. Januar 1812 daraus das Ateneo Veneto di Scienze, Lettere ed Arti hervorging. Ihr erster Präsident wurde der Historiker Leopoldo Cicognara († 1834). Zu den berühmtesten Mitgliedern, den soci, gehörten Politiker, Dichter und Wissenschaftler wie Daniele Manin, Nicolò Tommaseo, Pietro Paleocapa, Alessandro Manzoni, Antonio Fogazzaro, Diego Valeri oder Carlo Rubbia. Seit Dezember 1997 ist das Ateneo als Organizzazione Non Lucrativa di Utilità Sociale anerkannt.
Das Haus verfügt über einen Konferenzsaal und eine Gästeunterkunft, im ersten Geschoss befindet sich ein Vorlesungssaal, 1664 entstand die sala Tommaseo mit bedeutenden Kunstschätzen, später der Versammlungsraum. Im Obergeschoss befindet sich die Bibliothek mit etwa 50.000 Bänden.
Das Archiv des Ateneo befindet sich in San Marco, 2945, Campo San Fantin, unter seinem Präsidenten Gian Antonio Danieli. Seine ältesten Archivalien setzen ab 1840 ein. Die Bibliothek des Archivs umfasst etwa 300.000 Bände.
Ateneo Veneto gibt die Zeitschrift Ateneo veneto. Rivista di scienze, lettere ed arti. Atti e memorie dell’Ateneo Veneto (ISSN 0004-6558) heraus.